# Priekule, Lettland
Priekule (ryska: Приекуле) är en kommunhuvudort i Lettland. Den ligger i kommunen Priekules novads, i den västra delen av landet, 160 km väster om huvudstaden Riga. Priekule ligger 59 meter över havet och antalet invånare är 2 550.
Terrängen runt Priekule är platt. Runt Priekule är det glesbefolkat, med 8 invånare per kvadratkilometer. Priekule är det största samhället i trakten. Omgivningarna runt Priekule är en mosaik av jordbruksmark och naturlig växtlighet.